# Giuseppe Moioli
Giuseppe Moioli   (Mandello del Lario, 8 d'agost de 1927 - Mandello del Lario, 5 de maig de 2025) va ser un remer italià que va competir durant les dècades de 1940 i 1950.

## Biografia
Treballador del fabricant italià de motos Moto Guzzi, començà a practicar el rem a l'equip de rem de l'empresa junt a Elio Morille, Giovanni Invernizzi i Franco Faggi. Plegats van dominar la categoria del quatre sense timoner entre 1947 i 1952, guanyant totes les curses que van disputar, incloses les sèries.
Va prendre part en tres edicions dels Jocs Olímpics d'Estiu. El 1948, a Londres, guanyà la medalla d'or en la prova del quatre sense timoner del programa de rem. Quatre anys més tard, a Hèlsinki, quedà eliminat en semifinals en la mateixa prova. La tercera, i darrera, participació en uns Jocs fou el 1956, a Melbourne, on fou quart en la prova del quatre sense timoner.
En el seu palmarès també destaquen sis medalles d'or al Campionat d'Europa de rem, entre 1947 i 1958, les cinc primeres en el quatre sense timoner i la darrera en el vuit amb timoner. També guanyà una medalla d'or als Jocs del Mediterrani de 1955.